# Provincia de Jeju
La provincia autónoma especial de Jeju (en hangul, 제주특별자치도; en hanja, 濟州特別自治道; romanización revisada, Jeju teukbyeoljachido; McCune-Reischauer, Cheju T'ŭkpyŏlchach'ido) es la única provincia autónoma especial de Corea del Sur. Su territorio comprende el de la isla de mayor tamaño del país, la isla de Jeju, y se encuentra en el estrecho de Corea, al suroeste de la provincia de Jeolla del Sur, de la cual formó parte hasta 1946. Su capital es la Ciudad de Jeju. También es, desde el 11 de noviembre de 2011 una de las Siete maravillas naturales del mundo.

## Nombres
A lo largo de la historia, la isla ha recibido diferentes nombres, como:
- Doi (도이, 島夷).
- Dongyeongju (동영주, 東瀛州).
- Juho (주호, 州胡).
- Tammora (탐모라, 耽牟羅).
- Seopra (섭라, 涉羅).
- Takra (탁라, 竣羅).
- Tamra (탐라, 耽羅).

## Historia natural

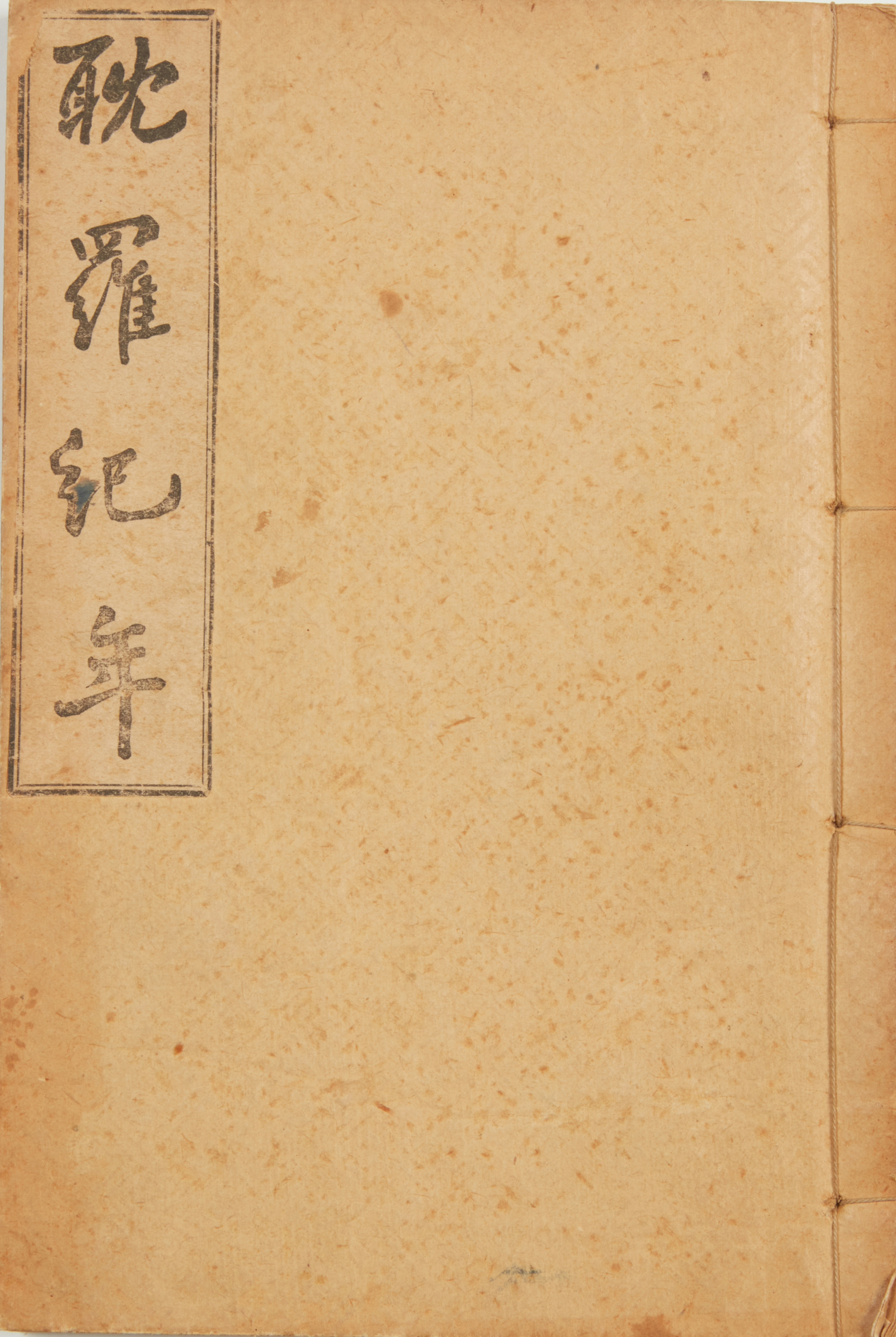
Tamna Ginyun, un libro de historia escrito a lo largo de 934 años desde el período Goryeo hasta el período Joseon

La isla de Jeju, conocida antiguamente en Occidente como isla de Quelpart, es una isla volcánica, dominada por el monte Halla, un volcán de 1950 metros de altura, el pico más alto de Corea del Sur.
La isla se formó hace cientos de millones de años, como consecuencia de erupciones volcánicas, y se compone fundamentalmente de basalto y de lava. Tiene un clima subtropical, más cálido que el del resto del país, en el que se distinguen cuatro estaciones; parte del verano es lluviosa, y el invierno es muy seco.
Fue una de las 28 finalistas para ser considerada una de las siete maravillas naturales del mundo, obteniendo la distinción.

## Historia

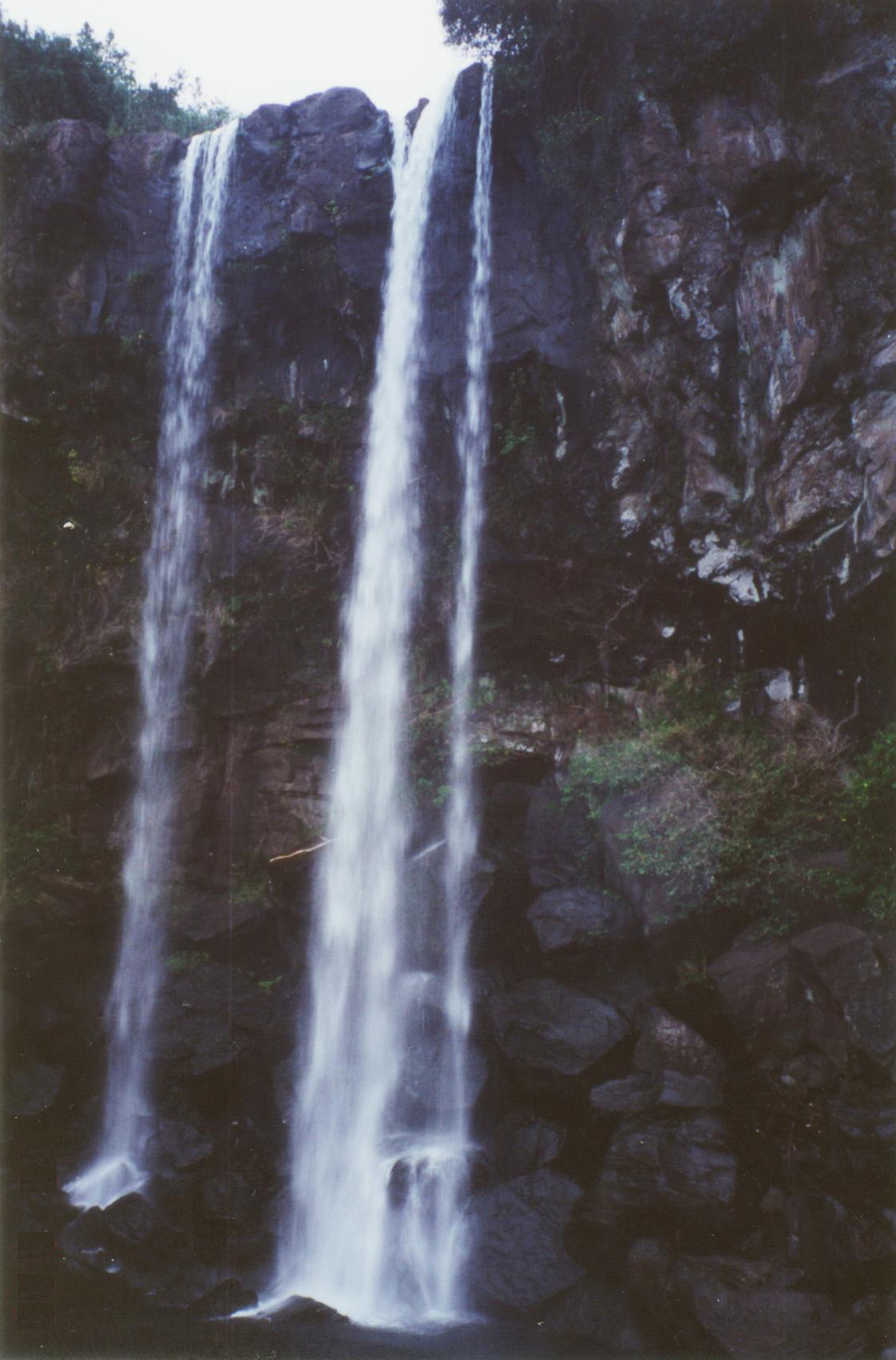
Cascada en Jeju.

Este territorio fue un país independiente, conocido como Tamna, hasta el año 662, en el que pasó a formar parte del protectorado de Silla. En el 938, después de la caída de Silla, Tamna se convierte en un protectorado de Goryeo. En 1105, Tamna pierde su autonomía y se convierte en provincia de Goryeo. El rey Euijong de Goryeo cambió el nombre de la isla de Tamna por Jeju.
En 1271, Jeju fue la base de la rebelión de Sambyeolcho contra los mongoles; Sambyeolcho fue derrotado en 1273, y Jeju no volvió a ser parte de Goryeo hasta 1367.
Cuando Corea fue colonizada por Japón en 1910, Jeju se denominó Seishū , que es la forma de leer en japonés los caracteres hanja de la palabra Jeju. Después de la derrota de los japoneses en 1945, Jeju se convirtió oficialmente en parte de la nueva República de Corea, formando parte de la provincia de Jeolla del Sur hasta 1946, en que se transformó en una nueva provincia.
Entre el 3 de abril de 1948 y el 21 de septiembre de 1954, estando el gobierno de Corea del Sur bajo supervisión estadounidense, se produjeron una serie de revueltas cuya represión dio lugar a la muerte de varias decenas de miles de personas; estos sucesos se conocen como la Insurrección de Jeju.
En 2007, el gobierno surcoreano decidió construir una base naval en la isla, cerca de la aldea de Gangjeong, capaz de albergar unos 20 submarinos y buques de guerra. Durante una consulta popular celebrada el 20 de agosto de 2007, el 94% de los habitantes rechazaron el proyecto, considerando en particular que esta base sólo satisface los intereses estadounidenses y su estrategia de contener a China en el mar de China Oriental, y que destruye un entorno protegido debido a su naturaleza chamánica.

## Sociedad y cultura
En la isla de Jeju existen características culturales que distinguen a su población del resto de Corea, probablemente debidas al aislamiento geográfico. Así, existen miles de leyendas locales. 
Los harubang ("abuelos de piedra") son el distintivo cultural más claro; se trata de esculturas talladas en bloques de lava.

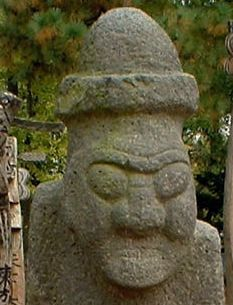
Harubang.

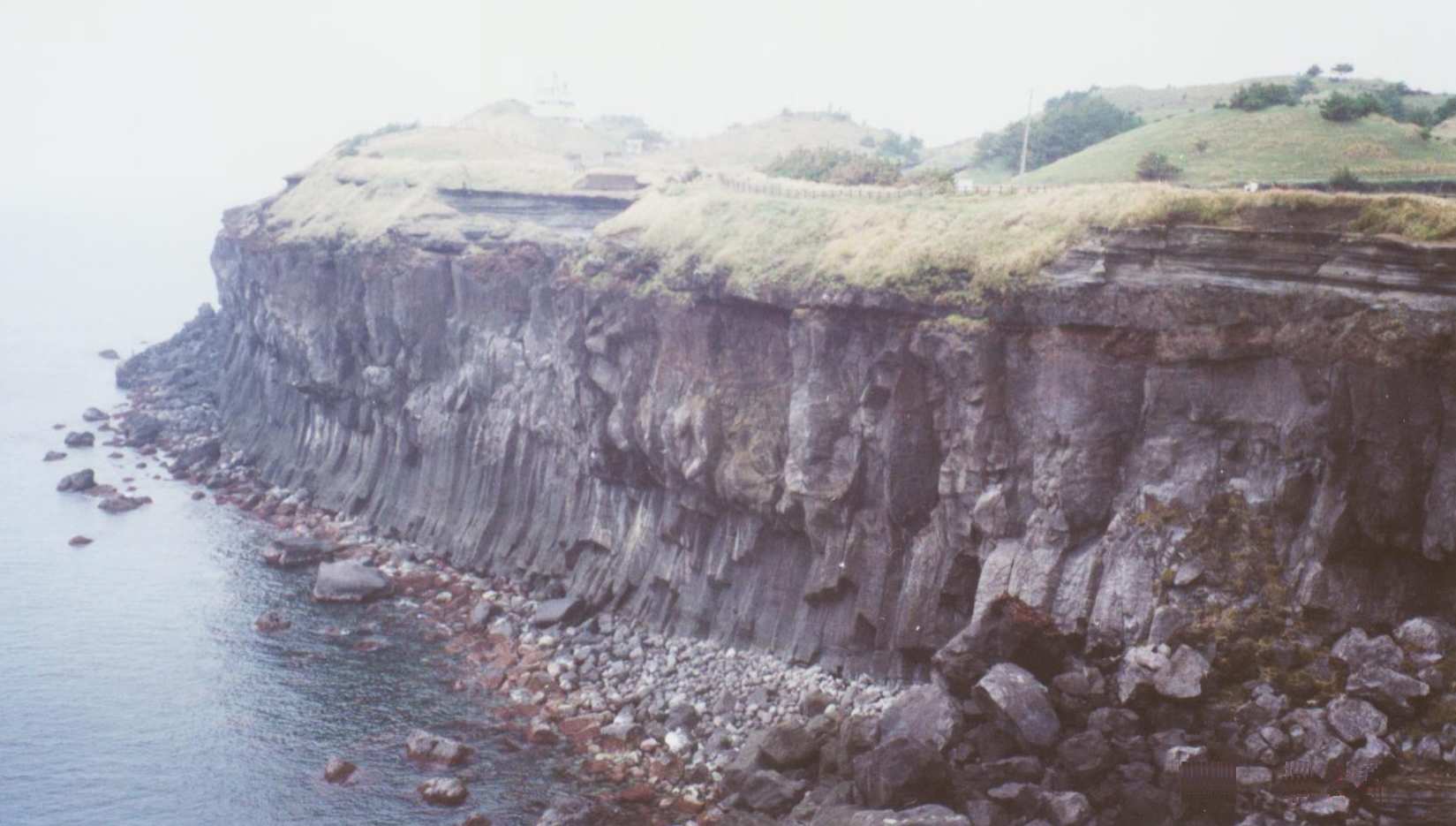
Paisaje de Jeju.

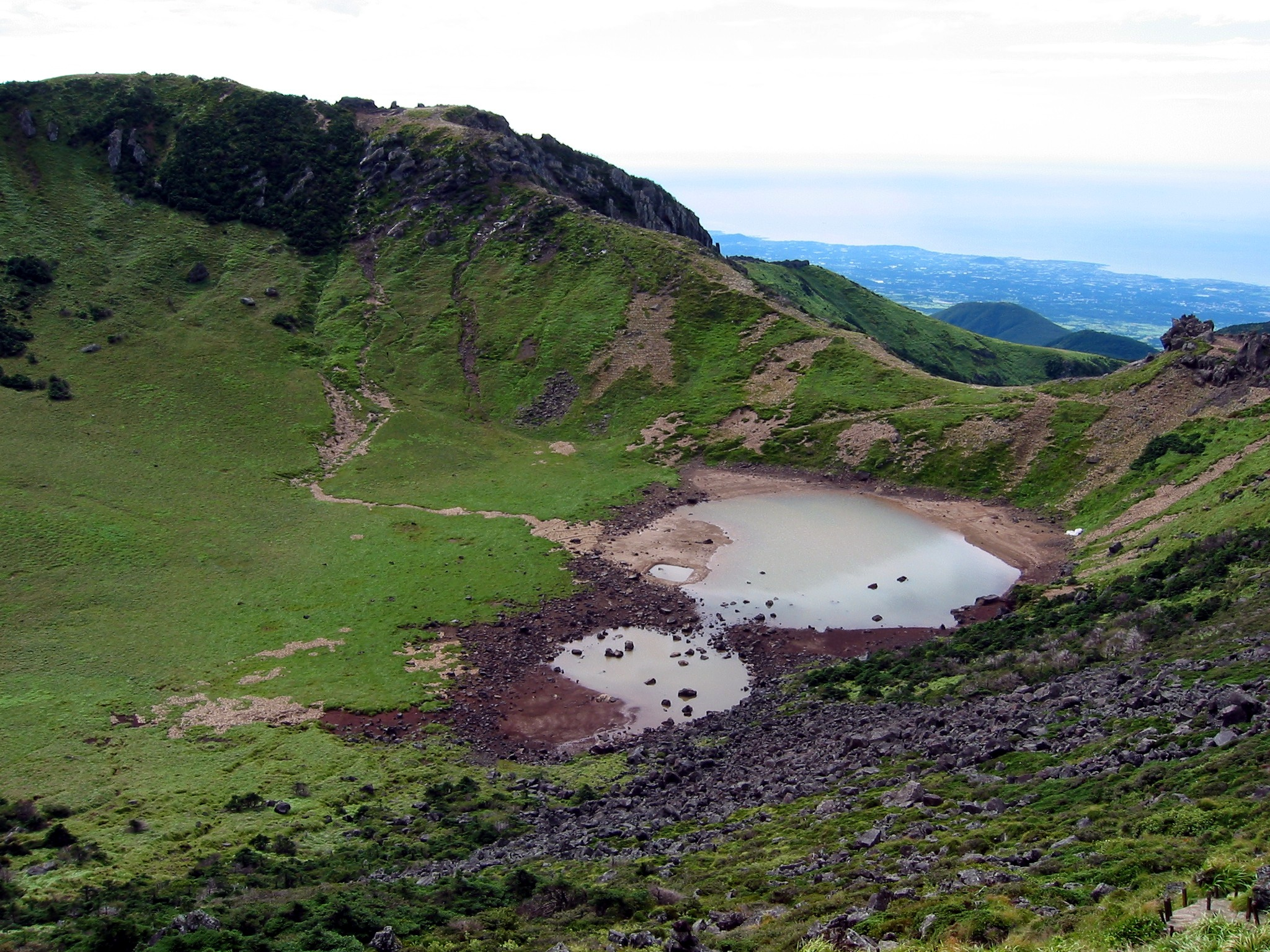
Lagos en cráteres en Jeju.

Otro aspecto distintivo de la provincia de Jeju es la estructura matriarcal de las familias, sobre todo en Udo y en Mara; el mejor ejemplo que se conoce es el de las haenyo, (해녀, literalmente mujeres del mar), quienes se ganan la vida buceando a pulmón libre para mariscar moluscos, como los abulones (familia Hallotidae, de la clase Gasterópoda) y las conchas (familia Strombidae).

## División administrativa
Jeju se divide en 2 ciudades (Si o Shi) y en 2 condados (Gun). A su vez, las dos ciudades se dividen en 31 barrios (Dong) y los dos condados se dividen en siete villas (Eup) y en cinco distritos (Myeon). Además, las villas y distritos están divididos en 551 pueblos (Ri).
A continuación, se enumeran los nombres en alfabeto latino, Hangul y Hanja.

### Ciudades
- Ciudad de Jeju (제주시; 濟州市—la capital de la provincia).
- Seogwipo (서귀포시; 西歸浦市).

### Condados
- Condado de Jeju del Norte ("Bukjeju"; 북제주군; 北濟州郡).
- Condado de Jeju del Sur ("Namjeju"; 남제주군; 南濟州郡).

En 2005, los residentes de Jeju aprobaron por referéndum una propuesta para unir todas estas 
entidades en una sola, que sería directamente administrada por el gobierno provincial, como parte del plan para crear la Ciudad Internacional Libre de Jeju.

## Símbolos
- Flor provincial: rododendro (Rhododendron weyrichiii, del género Rhododendron).
- Árbol provincial: alcanforero (Cinnamomum camphora siebold, de la familia Lauraceae).
- Pájaro provincial: pájaro carpintero (Dendrocopos leucotos quelpartensis, de la familia Picidae).

## Economía
El presupuesto para 2006 es de 1,11 trillones de won (1,110 mil millones de dólares), lo que supone un 10% más que el del año anterior. Se estima que el producto interior bruto para 2006 será de 8,48 trillones de won (8,480 mil millones de dólares), con una renta per cápita de unos 15.000 dólares.
Se trata de un destino turístico interno importante, tanto que la ruta aérea que la une con Seúl fue la más frecuentada del mundo en 2019.

## Patrimonio agrícola mundial
Los agricultores de la isla, para defenderse del viento, han construido más de 22.000 km de muros hechos con piedra volcánica negra, llamados Jeju Batdam (dragón negro), que han contribuido a preservar la biodiversidad y la cultura tradicional en los últimos mil años. Esos muros forman parte de los Sistemas Importantes del Patrimonio Agrícola Mundial (SIPAM), designados por la FAO. En la isla de Jeju, las tierras agrícolas se usan para cultivar orquídeas y productos hortícolas como papas, zanahorias, ajos, rábano blanco, coles, cebada, judías, etc.

## Provincias hermanadas
Jeju se encuentra hermanada con otras provincias insulares:
- Hainan (República Popular China).
- Hawái (EE. UU).
- Sajalín (Rusia).
- Bali (Indonesia).